# Сибусава (станция)
Станция Сибусава (яп. 渋沢駅 сибусава эки) — железнодорожная станция на линии Одавара, расположенная в городе Хадано, префектуры Канагава. Станция расположена в 65,6 километра от конечной станции линий Одакю — Синдзюку. Станция была открыта 1-го апреля 1927 года. Нынешнее здание станции было построено в 1993 году, а затем расширено в 2007 году.

## Планировка станции

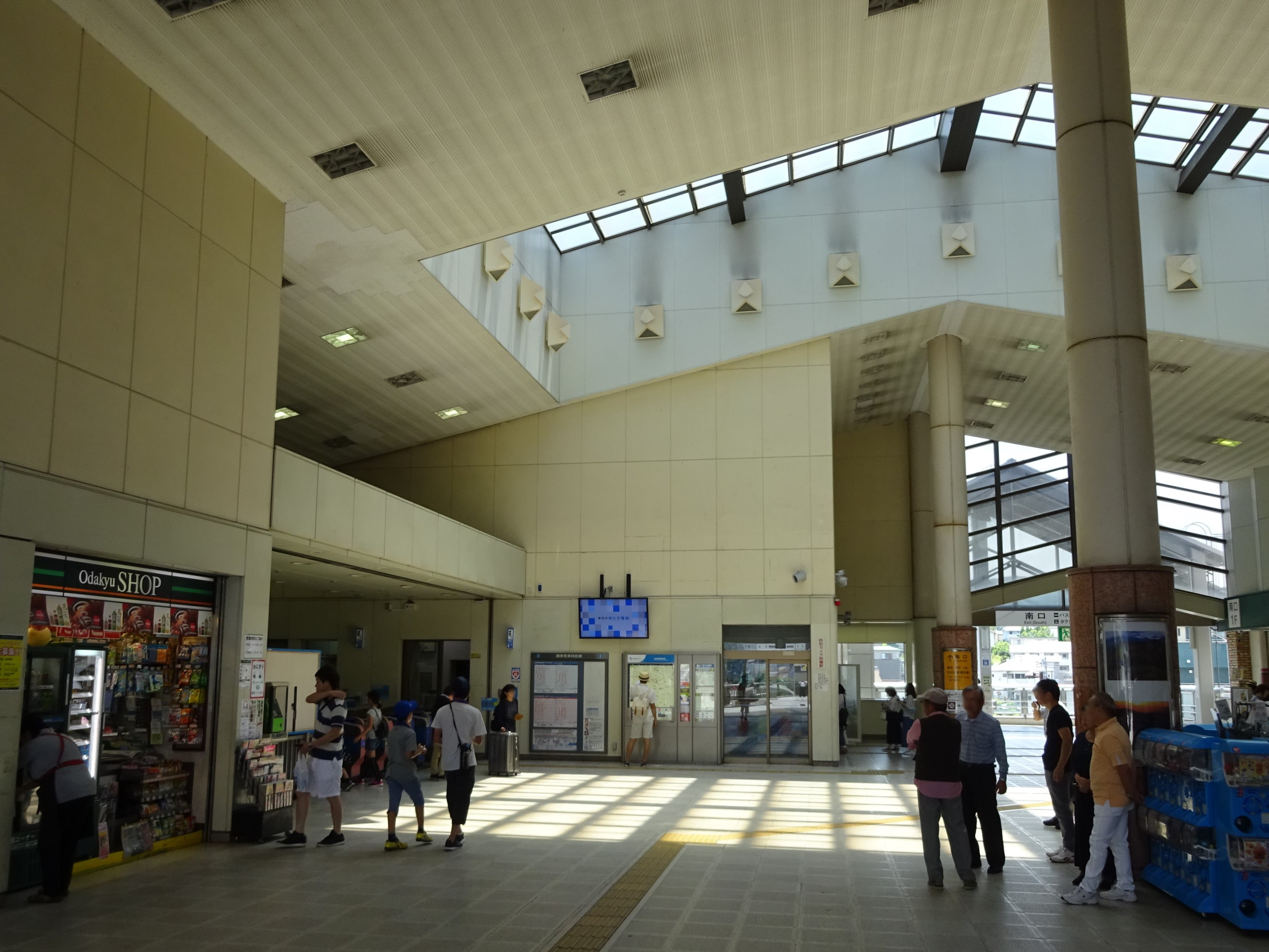
Станция Сибусава

2 пути и 2 платформы бокового типа.
| 1 | ■ Линия Одавара | Син-Мацуда, Одавара                                    |
| 2 | ■ Линия Одавара | Сагами-Оно, Син-Юригаока, (Линия Тиёда) Аясэ, Синдзюку |

## Близлежащие станции
| «             | «             | Вид обслуживания       | »             | »             |
| Линия Одавара | Линия Одавара | Линия Одавара          | Линия Одавара | Линия Одавара |
| ------------- | ------------- | ---------------------- | ------------- | ------------- |
| Хадано        |               | Local                  |               | Син-Мацуда    |
| Хадано        |               | Sectional Semi-Express |               | Син-Мацуда    |
| Хадано        |               | Semi-Express           |               | Син-Мацуда    |
| Хадано        |               | Express                |               | Син-Мацуда    |
| Хадано        |               | Rapid Express          |               | Син-Мацуда    |